# Leonowa
Leonowa (ros. Леонова) – wieś (dieriewnia) w Rosji, w obwodzie irkuckim, w rejonie brackim. W 2010 liczyła 474 mieszkańców.